# Joseph Baffoe
Joseph Baffoe, talvolta indicato come Baffo (Accra, 7 novembre 1992), è un calciatore svedese di origine ghanese, difensore svincolato.

## Palmarès

### Club

#### Competizioni nazionali
- Coppa di Svezia: 1

Helsingborg: 2010
- Supercoppa di Svezia: 2

Helsingborg: 2011, 2012

### Nazionale
- Campionato d'Europa Under-21: 1

2015